# 海倫鋼琴
海倫鋼琴（かいりんこうきん、ハイルンピアノ、Hailun Piano Co., Ltd.、SZSE: 300329）股份有限公司は、中華人民共和国のピアノメーカーである。2001年に陳海倫（董事長兼CEO）によって寧波市において寧波海倫楽器製品有限公司として設立された。
アップライトピアノおよびグランドピアノの製造と販売を世界的に展開している。同社が製造している主要ブランドはPETROF（ペトロフ）、ROSS、WENDL & LUNG（ウェンドル・アンド・ラング）、ZIMMERMANN（ツィンマーマン）、FEURICH（フォイリッヒ）である。
株式は2012年6月19日に深圳証券取引所に上場された。買収価格は21人民元、1,677万株が発行され、募集額は3億5000万人民元であった。